# 티핑 포인트
티핑 포인트(tipping point)는 튀어오르는 포인트를 말한다. 대중의 반응이 한 순간 폭발적으로 늘어날 때, 광고 마케팅이 효과를 발하며 폭발적인 주문으로 이어질 때 등을 일컫는다. 터닝 포인트라는 표현도 사용할 수 있으나 약간의 차이가 있다. 진행 방향과 다른 새로운 길을 갈 때 '터닝 포인트'라고 하는 반면, '티핑 포인트'는 수면 아래에 있던 노력의 결과가 수면 밖으로 튀어 오를 때 쓰는 용어다. 사회 현상, 마케팅 등에 주로 사용되는 '티핑 포인트'의 원리는 다양하다. 메시지가 특별하거나, 확산을 촉진하는 시스템이 작동되거나, 임계점에 도달하기 위한 꾸준한 동력이 있을 때 발현된다.

## 같이 보기
- 파국 이론
- 혼돈 이론
- 도미노 효과
- 창발
- 변곡점
- 토머스 셸링
- 네트워크 효과
- 콜라츠 추측
- 자기실현적 예언
- 교통 체증
- 악순환